# Последний адрес
«После́дний а́дрес» — масштабный общественный мемориальный проект, призванный увековечить память о невинных людях, погибших в результате политических репрессий, совершённых советской властью. Его принцип — «Одно имя, одна жизнь, один знак». В рамках проекта на доме, ставшем последним прижизненным адресом жертвы государственного произвола, устанавливается небольшой, размером с ладонь, минималистичный металлический памятный знак прямоугольной формы. На нём указываются имя убитого человека, его год рождения, профессия, даты ареста, гибели и год реабилитации. В левой части таблички располагается квадратное отверстие, напоминающее пропавшую из карточки фотографию. Совокупность множества таких персональных памятных знаков образует «сетевой» мемориал, рассеянный по разным городам мира.
«Последний адрес» является полностью гражданским проектом и коммеморативной практикой. Его ключевой принцип состоит в том, что инициатива установки каждой таблички (а также её оплата) исходит от одного конкретного человека, который захотел почтить память другого конкретного человека, погибшего в результате политических репрессий. Это может быть родственник или близкий убитого, либо житель дома, ставшего последним адресом жертвы, либо любой другой человек, посчитавший такой шаг важным для себя.
Основным источником сведений о жертвах политических репрессий для проекта является многомиллионная поимённая база данных, собираемая обществом «Мемориал» с 1990-х годов. «Последний адрес» де-факто представляет собой физическое воплощение этого виртуального списка. Вдохновлённый аналогичным немецким мемориалом («Камни преткновения»), данный проект стартовал в 2014 году. По состоянию на 2023 год около полутора тысяч памятных знаков были установлены на домах в десятках городов. С 2017 года проект вышел за пределы России и стал международным: его таблички начали размещаться в Чехии, Украине, Молдове, Грузии, Германии и Франции. При этом авторы и исследователи отмечают, что целью «Последнего адреса» является не установка миллионов знаков «на каждом доме», а та память и рефлексия, которые возникают в результате реализации инициативы.

## Строение и символизм

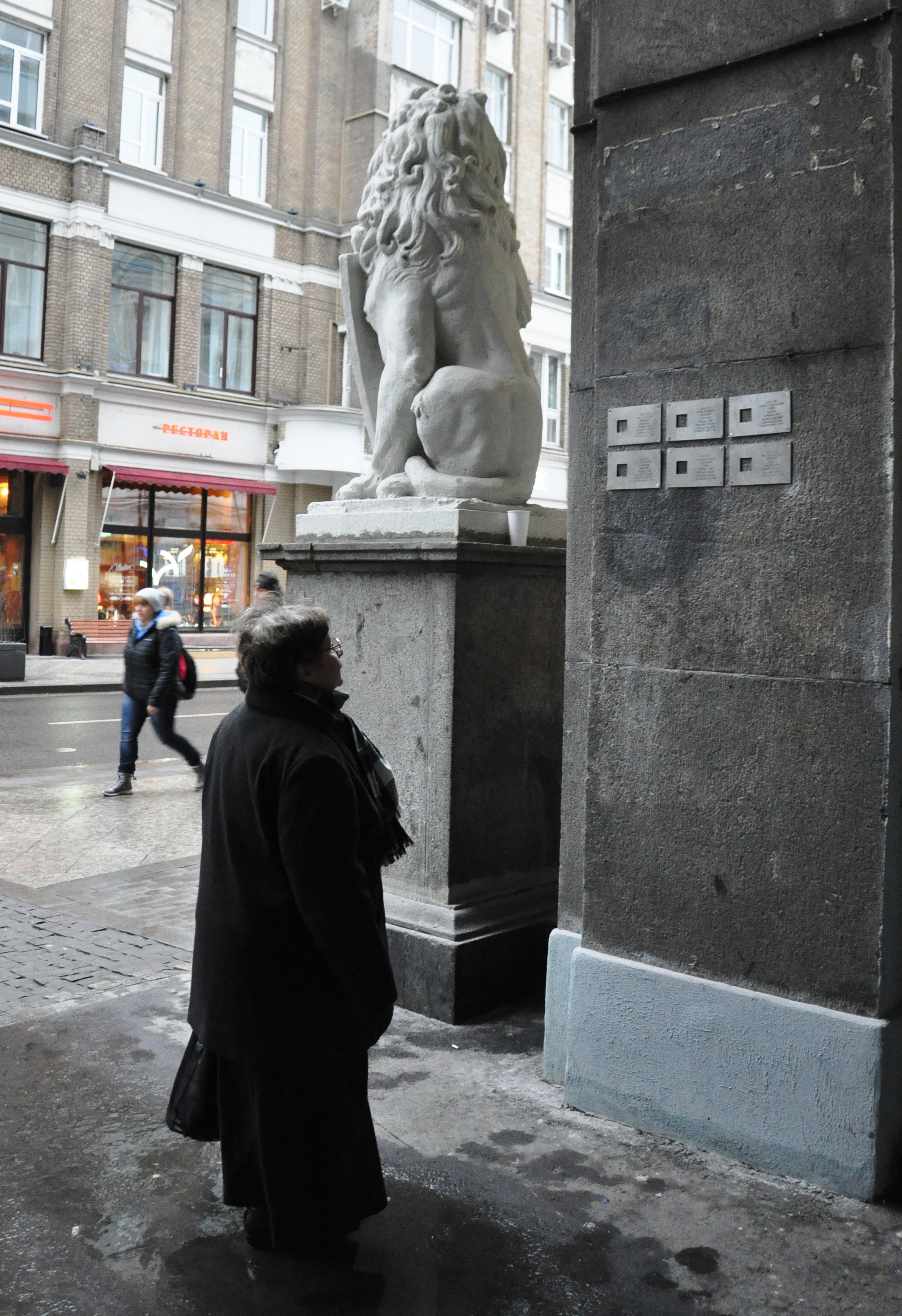
Прохожая у табличек на «Доме со львом». Москва, Мясницкая улица, 15

Сразу после Октябрьской революции новые власти начали политику государственного террора против жителей своей страны. По оценкам исследователей, за время существования советского режима миллионы человек пострадали в результате политических репрессий, сотни тысяч из них были убиты. Мемориальный проект «Последний адрес» призван увековечить память о невинных людях, погибших в результате преступных действий советского государства. В своей работе по созданию мемориала гражданские активисты опираются на российский закон «О реабилитации жертв политических репрессий» 1991 года. В нём определены понятие политических репрессий, их временные рамки (с 25 октября (7 ноября) 1917 года по 18 октября 1991 года), а также провозглашена необходимость сохранения памяти о пострадавших. В рамках проекта важным моментом для увековечения памяти о человеке является его официальная юридическая реабилитация, которая свидетельствует о незаконности преследования его государством.
|                                           |                                                         |                                                      |                                                |                                                      |                                                   |                                                    |                                               |                                                |                                           |                                                |                                  |
| Стандартный знак. Москва, ул. Машкова, 16 | Нестандартное имя. Москва, Грохольский пер., 13, стр. 1 | На месте исчезнувшего дома. М/, Гоголевский бул., 29 | Умерший в лагере. Москва, Библиотечная ул., 23 | Знак Осипа Мандельштама. Москва, Гагаринский пер., 6 | Расстрелян вдалеке.Москва, Тверская ул., 6 стр. 3 | Профессия неизвестна Москва, Фрунзенская наб., 2/1 | По роду занятий. Москва, Петровка, 26, стр. 3 | По организации. Москва, Большая Молчановка, 17 | По должности. Москва, Хоромный тупик, 2/6 | На чешском языке. Рокитнице-над-Рокитной д. 13 | В Грузии. Тбилиси, Руставели, 37 |

Чертёж таблички

«Последний адрес» является децентрализованным «сетевым» мемориалом, состоящим из множества памятных табличек, установленных во многих городах мира. Они создаются по принципу «Одно имя, одна жизнь, один знак». Это значит, что каждая такая табличка изготавливается индивидуально и посвящена одному конкретному человеку, погибшему в результате государственного террора. Памятный знак размещается на стене дома, ставшего последним прижизненным адресом жертвы политических репрессий: из него человека забрали и он больше никогда не вернулся. Знак представляет собой небольшую, с ладонь или открытку, прямоугольную табличку размером одиннадцать на девятнадцать сантиметров, изготовленную из толстого стального листа. Его стандартный дизайн был разработан архитектором Александром Бродским. Несмотря на свой минимализм, знак отличается узнаваемостью и выразительностью: это тихое, лаконичное печальное высказывание. В правой части таблички простым «рубленым» заглавным шрифтом вручную, с использованием клейм, наносится в несколько строк текст: «Здесь жил (-а) / <имя отчество> / <фамилия> / <профессия> / родился (-ась) в <год> / арестован (-а) <дата> / расстрелян (-а) <дата> / реабилитирован (-а) в <год>». Точные даты ареста и расстрела (как и последний адрес) берутся из следственного дела репрессированного. Если дом не сохранился, то знак помещается рядом с этим местом, а первая строчка на нём может гласить «На этом месте был дом, где жил (-а)…», «Рядом с этим домом был дом, где жил (-а)…», «Напротив был дом, где жил (-а)…» и так далее. В случае, когда профессия жертвы неизвестна, данная информация на знаке не размещается. Изредка в такой ситуации может указываться род деятельности, должность или принадлежность к организации. Если человек погиб не в результате расстрела, то строка о смерти модифицируется в зависимости от её обстоятельств. В левой части таблички располагается небольшое квадратное отверстие, через него видно голую стену дома, к которой прикреплён знак. Оно вызывает ассоциацию с пропавшей из карточки фотографией и символизирует пустоту, потерю, образовавшиеся после гибели человека.

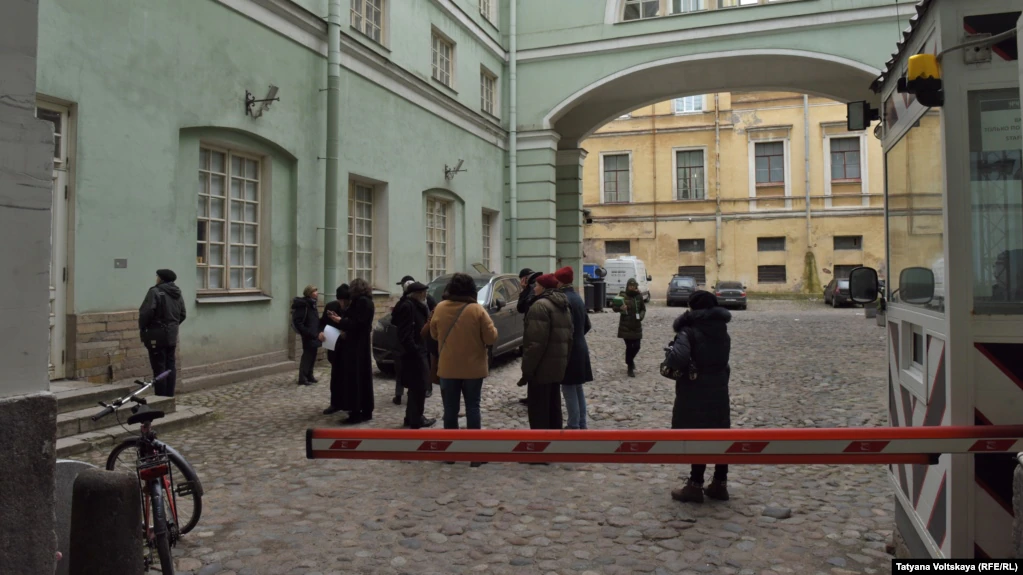
Церемония открытия таблички в Эрмитаже.
Санкт-Петербург, Дворцовая набережная, 32

Таблички устанавливаются так, чтобы их хорошо было видно с тротуара. Если на доме размещается несколько памятных знаков, то для такого случая дизайнеры проекта разрабатывают специальное художественное решение их расположения на стене. Таблички устанавливаются не только на жилых домах, но и на зданиях, которые ныне принадлежат государственным или частным юридическим лицам. Так например, осенью 2017 года памятный знак востоковеда Рихарда Фасмера был открыт на фасаде Эрмитажа (Дворцовая набережная, 32), зимой 2018 года табличка бухгалтерши Альвины Петерсон появилась на стене камерной сцены Большого театра (Никольская улица, 17), а летом 2019 года в Новгородском кремле (Никитский корпус) почтили память искусствоведа Бориса Шевякова. Размещение табличек «Последнего адреса» в конкретных местах террора служит поддержанию чувства непрерывности с прошлым («это было здесь»), что в свою очередь способствует эмоциональному личному переживанию памяти.
«Последний адрес» как мемориальный проект обладает рядом особенностей. В отличие от обычных территориально локальных памятников, его таблички являются частью повседневной материальной культуры, будучи рассредоточенными по многим местам многих городов. Тем самым, с одной стороны, достигается визуализация масштабов массовых репрессий, а с другой, максимально расширяется аудитория мемориала, ведь таблички видны всем проходящим по улице людям — такой мемориал трудно игнорировать. «Столкновение» людей в общественном пространстве с памятными знаками заставляет их задуматься. При этом, если традиционные мемориалы посвящены памяти всех жертв в целом, лишь иногда выделяя некоторые их группы, то «Последний адрес» сохраняет память о каждом отдельном человеке. По задумке авторов проекта, индивидуальный характер памятных знаков очеловечивает «сухую» и «безликую» статистику о миллионах жертв репрессий, абстрактный характер которой не вызывает эмоций. «Спор об истории» и «геополитике» превращается в «разговор о человеке», конкретной судьбе, чьей трагедии сложно не сопереживать. При этом большое значение также имеет установка мемориальных табличек не избранному кругу известных людей, а всем пострадавшим гражданам: в этом главное отличие информационного знака проекта «Последний адрес» от мемориальной доски. Таким образом авторы мемориала хотели добиться понимания важности каждой человеческой жизни и человеческой жизни вообще. Указание на профессию служит подчёркиванию той мысли, что репрессиям подвергались не только политические деятели, но и самые обычные люди, будь то буфетчица, кондуктор, историк, инженер или художник. Авторы проекта обращают внимание на то, что на табличках «Последнего адреса» прямо указана причина исчезновения человека из дома — и в этом также отличие памятных табличек от мемориальных досок известным людям, ставшим жертвами гостеррора. Пример урезанной памяти, отраженной на мемориальной доске, можно видеть, например, на доме учёного-генетика Николая Вавилова. Историк Ирина Карацуба описывает проект через инверсию псевдосталинского афоризма «нет человека — нет проблемы»: памятный знак, указывая на буквальное «отсутствие» жертвы политических репрессий, актуализирует и проблематизирует исчезновение человека. Авторы проекта отмечают, что могилы многих репрессированных людей до сих пор неизвестны, в результате чего табличка «Последнего адреса» становится единственным местом, где сохраняется память о погибшем. Таким образом, памятный знак подчеркивает право человека не быть забытым. По замыслу инициаторов проекта, увековечение памяти жертв политических репрессий прошлого способствует признанию ценности жизни, прав и свобод человека в настоящем, а также предотвращению повторения трагедий государственного террора и тоталитаризма в будущем.
География мемориала охватывает десятки городов в нескольких странах мира. По состоянию на лето 2023 года установлено около 1500 табличек в более чем 60 населённых пунктах. Памятные знаки также были размещены в Чехии, Украине, Молдове, Грузии, Германии и Франции. О желании присоединиться к проекту заявили также активисты из других стран: Польши, Латвии, Румынии, Беларуси, Армении. По состоянию на 2020 год было зарегистрировано порядка 2000 заявок на размещение памятных знаков. При этом инициаторы подчёркивают, что конечной целью проекта является не установка миллионов табличек «на каждом доме» (что представляется малодостижимым), а актуализация, осмысление памяти о политических репрессиях, что достигается в результате создания и существования мемориала (и даже попыток его разрушения). Исследователи отмечают, для общества важное значение имеет не только «запечатлённая в камне» (материально, в виде табличек) память, но и память «живая», память как процесс и как отношение людей, формирующаяся в том числе благодаря различным событиям и дискуссиям вокруг памятника, который в таком понимании выступает лишь в качестве «средства» формирования памяти. Важно также то, что вокруг масштабной инициативы создания мемориала формируется сообщество людей, для которых эта память важна.

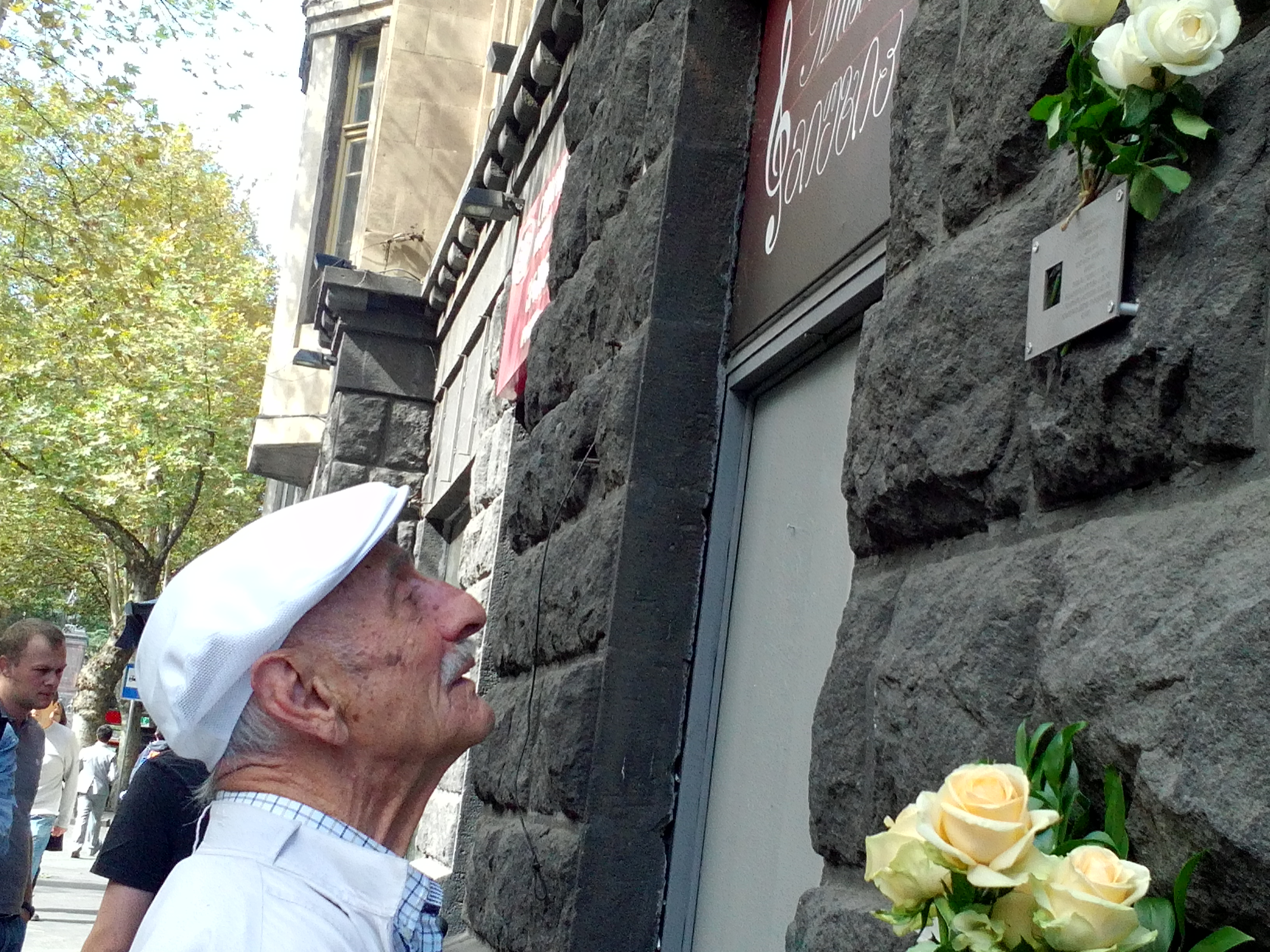
Табличка в Тбилиси. Проспект Руставели, 37
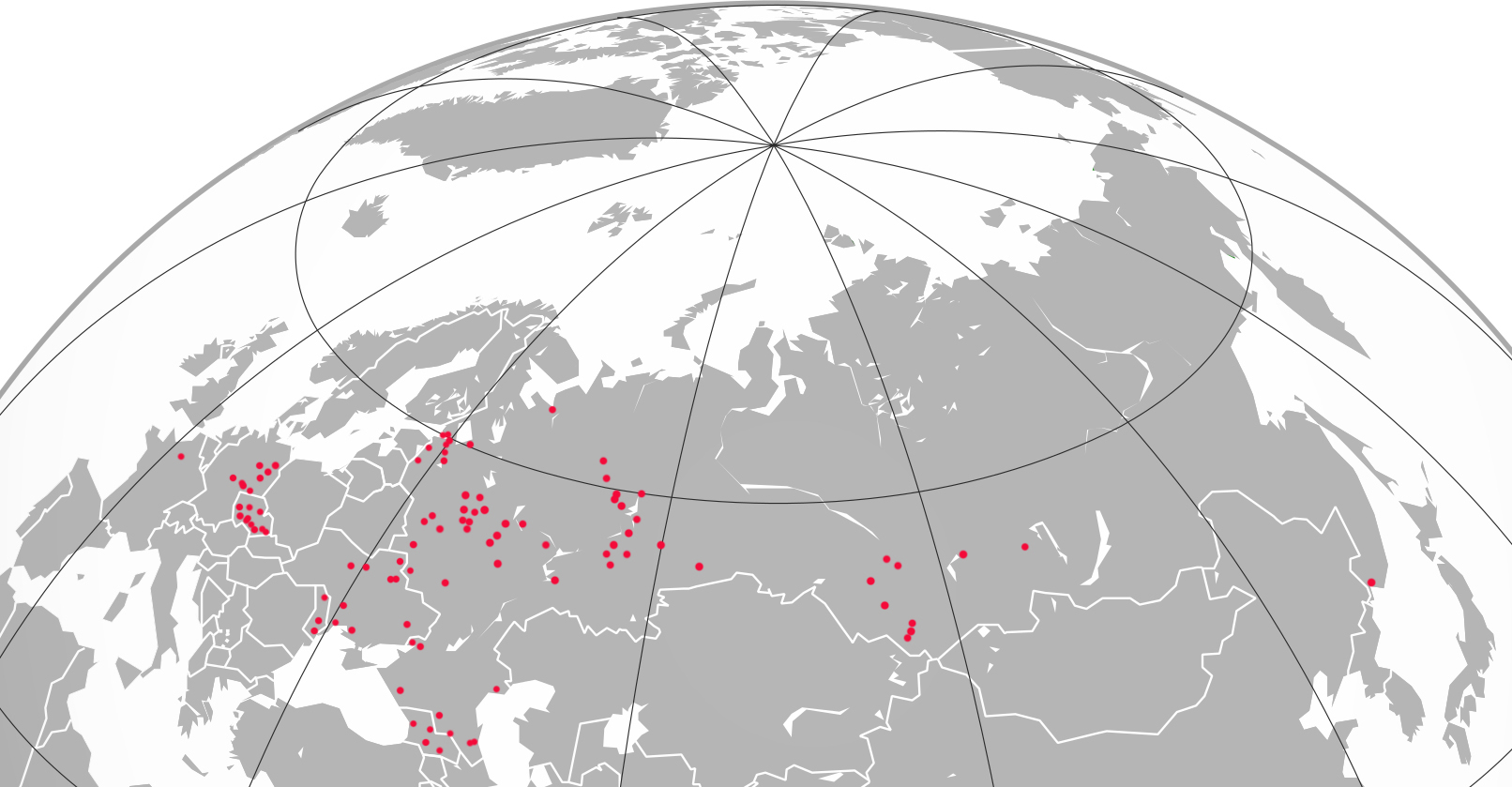
География знаков «Последнего адреса» на 1 января 2025 года

## Функционирование проекта

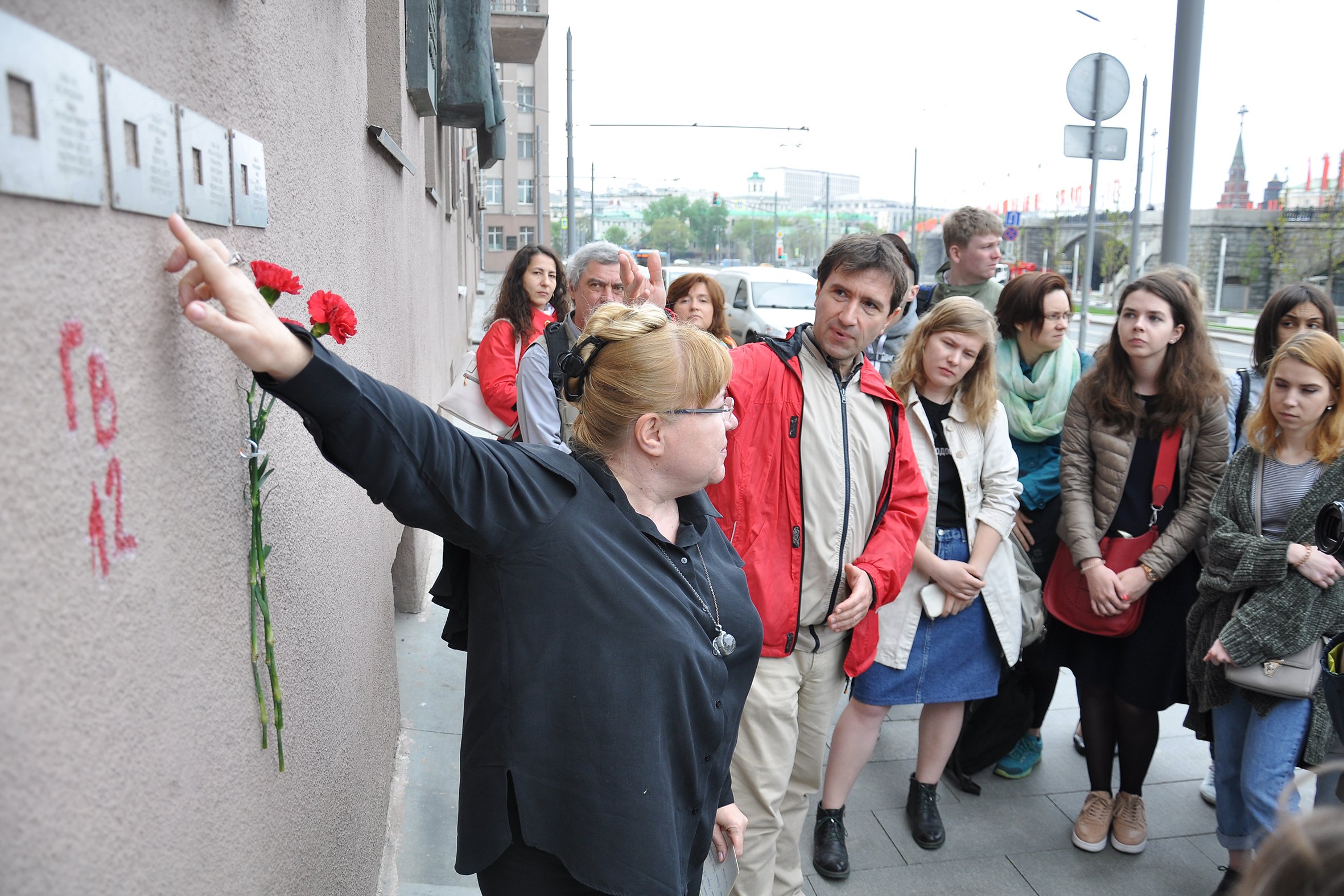
Лекция Елены Жемковой у печально известного «Дома на набережной». Москва, улица Серафимовича, 2

Ключевым принципом проекта «Последний адрес» является то, что инициатива установки каждой таблички исходит от одного конкретного человека, который захотел почтить память другого конкретного человека, погибшего в результате советских политических репрессий. Это может быть родственник или близкий убитого, либо житель дома, ставшего последним адресом жертвы, либо любой другой человек, посчитавший данный шаг важным для себя. Такой человек подаёт заявку через сайт «Последнего адреса». После того как все организационные вопросы решаются командой проекта, он также вносит целевое пожертвование на изготовление и установку памятного знака. Принцип личного участия в создании мемориала способствует возникновению глубокой персональной связи между человеком ныне живущим и человеком, погибшим от советских репрессий. Таким образом достигается бо́льшая вовлечённость человека в проект памяти, повышается его ответственность и осознанность участия в нём.

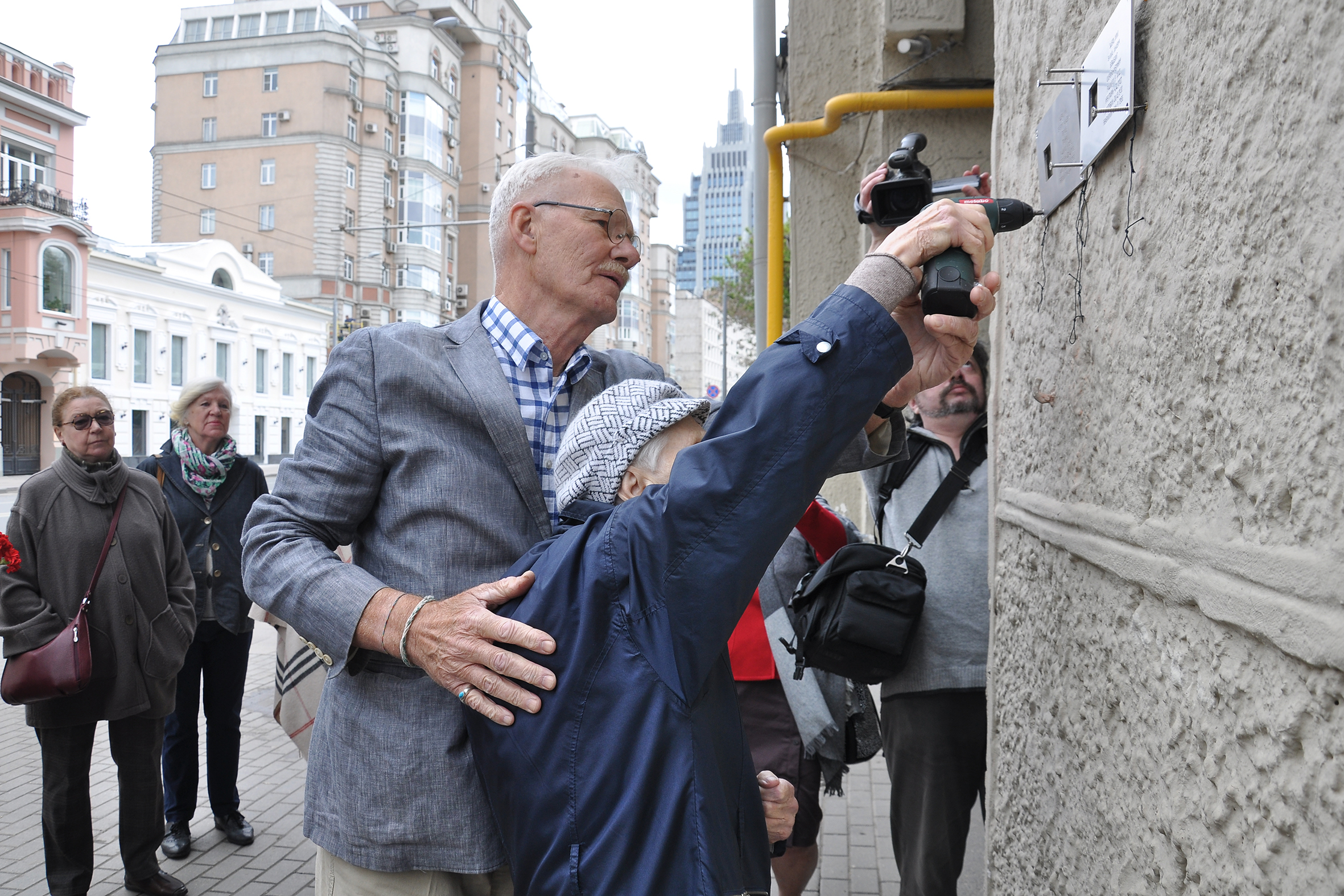
Родственники убитого закручивают винты памятного знака токаря Г. Ю. Трусле. Москва, улица Долгоруковская, 29

Другим важным аспектом проекта «Последний адрес» является то, что он осуществляется не как государственная программа, а фактически является массовой общественной инициативой и коммеморативной практикой, вокруг которых выстроилось целое гражданское движение. Его ядро составляют историки, правозащитники, журналисты, художники и другие заинтересованные люди. При этом в каждом отдельном городе установка табличек происходит при поддержке местной группы активистов. Таким образом «Последний адрес» является одновременно и всемирной инициативой, и сугубо локальной. Члены команды проекта занимаются поддержанием его сайта, баз данных по жертвам репрессий и установленным знакам, архивными исследованиями, написанием отчётов, согласованием размещений и организацией церемоний открытия памятных табличек, уходом за ними и другими сопутствующими вопросами. Вся эта работа осуществляется преимущественно на волонтёрских началах. Финансирование проекта происходит принципиально без участия государства, поскольку инициаторы мемориала позиционируют его как «народный». Такое обособление объясняется активистами тем, что государственные программы часто носят формальный характер, не затрагивая живые чувства людей, тогда как для становления гуманистических ценностей в обществе именно общество должно принять активное участие в рефлексии своего трагического прошлого. С целью координации работы проекта был создан Фонд «Последний адрес». Его текущие расходы покрываются за счёт частных пожертвований, а также грантов таких организаций как Президентский центр Б. Н. Ельцина, Фонд Памяти, Фонд Михаила Прохорова, Bosco di Ciliegi.

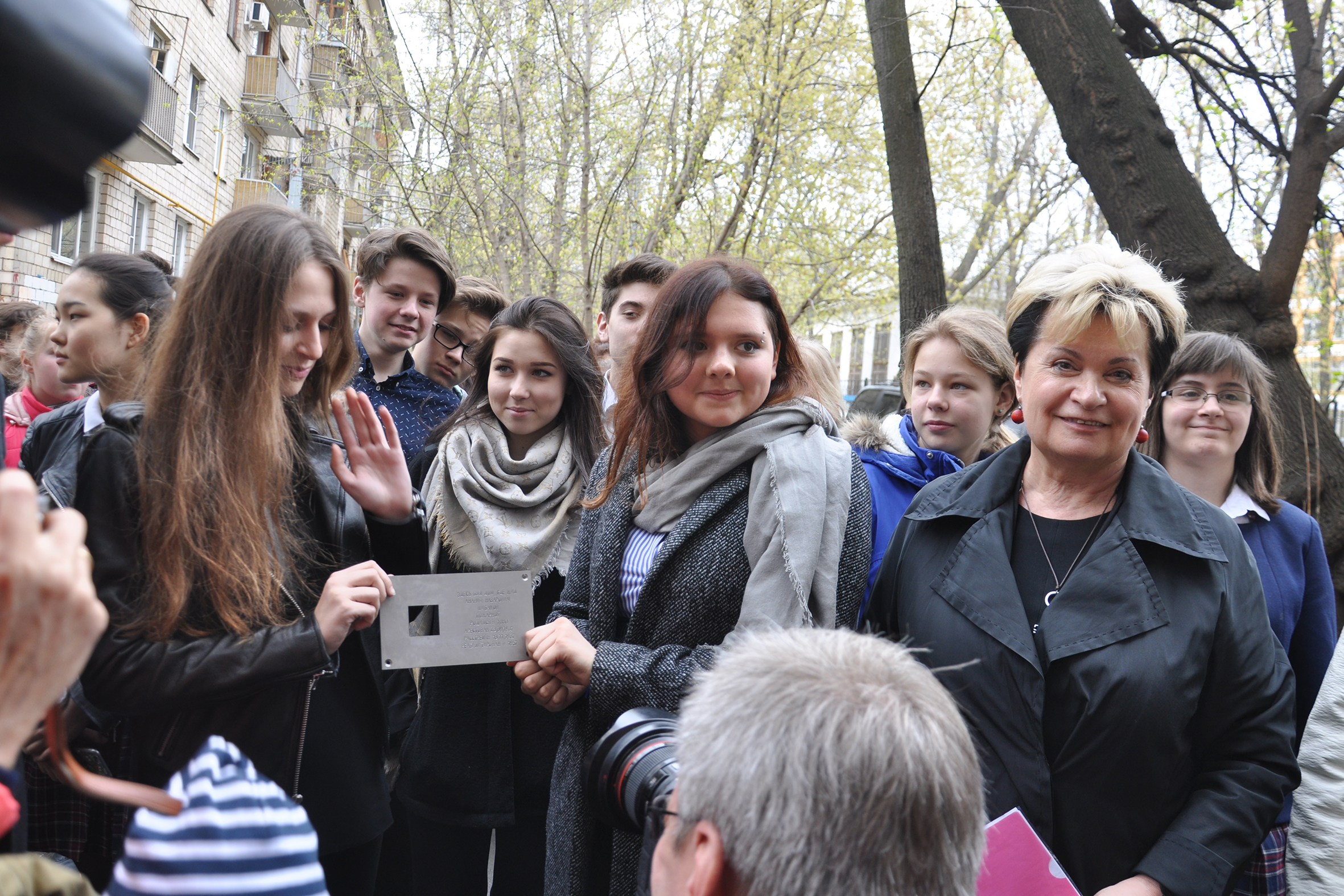
Школьницы-заявительницы на открытии знака
пожарному А. Н. Шибанову напротив здания своей школы.
Москва, Старослободский переулок, 2

После подачи заявки участники проекта проверяют её. Сначала информация о жертве репрессий соотносится с базой данных. Затем участники проекта проводят дополнительные исследования в государственных архивах для уточнения информации об обстоятельствах смерти. Также проверяется «последний адрес» жертвы репрессий (сохранился ли дом, не изменилась ли нумерация домов улицы) и изучается её биография.
После этого участники проекта начинают процедуру согласования установки памятного знака. При размещении таблички на жилом доме требуется согласие его жильцов-собственников, а если здание принадлежит какой-либо организации — то её разрешение. В случае установки знака на доме-памятнике, находящемся под охраной государства, согласование проходит также с местными властями. В ходе переговоров с жильцами дома волонтёры проекта проводят среди них большую просветительскую работу: рассказывают об истории политических репрессий, о судьбе конкретных жертв, ранее живших по данному адресу, о важности сохранения памяти. Если собственник отказывается, то памятный знак на здании не размещается, поскольку уважение к правам и отсутствие принуждения являются значимым принципом проекта. Как отмечают исследователи, такие дискуссии сами по себе способствуют формированию памяти о политических репрессиях.
После получения разрешения на установку знак изготавливается и в назначенную дату проводится церемония его открытия. В ходе неё происходит монтаж таблички, а участники проекта рассказывают собравшимся о человеке, которому она посвящена, и об истории репрессий. На церемонии присутствуют активисты проекта, родственники жертв, заявители, журналисты, историки и другие привлечённые событием люди. Изредка такие мероприятия посещают представители власти. Исследователи отмечают, что каждое открытие памятного знака способствует формированию местного мемориального сообщества. Этому также помогает регулярный характер таких событий. В Москве и Санкт-Петербурге установка табличек обычно происходит раз в две недели.
Проект «Последний адрес» активно сотрудничает с обществом «Мемориал». Это связано прежде всего с тем, что его работа опирается на базу данных о жертвах политических репрессий, составляемую общественниками с 1990-х годов. Фактически сам сетевой мемориал является «воплощением в камне» этого виртуального списка. Эта переработанная база данных размещена на сайте «Последнего адреса» так, что любой желающий может осуществить по ней поиск по имени или адресу. Таким образом многие заявители находят того человека, память о котором они хотели бы почтить. Кроме того, «Мемориал» активно занимается архивными исследованиями, необходимыми «Последнему адресу». Также сотрудники организации в частном порядке принимают участие в инициативе «Последнего адреса», тем самым проект пополняется опытными активистами. За счёт этого часто возникают ячейки в регионах.
Одним из важных элементов проекта является его сайт, на котором, помимо базы данных жертв, содержатся также информация о проекте, каталог установленных табличек с информацией о людях, которым они посвящены, отчёты с церемоний открытия, раздел новостей проекта и архив статей СМИ, также имеется виртуальная карта с установленными и заявленными на установку знаками. Помимо сайта проект активно присутствует в социальных сетях.
Исследователи отмечают, что хотя изначально инициатива носила черты краткосрочного проекта, однако в итоге она сформировалась в устойчивый институт. В результате она стала безвременной, а мемориал «Последнего адреса», видимо, будет строиться неопределённо долгое время.

## История проекта

### Предыстория
В конце 1980-х годов в СССР на волне демократизации возникло общество «Мемориал», целью которого стало увековечение памяти о жертвах советских политических репрессий. Уже тогда важное место в гражданской дискуссии занимал вопрос их поимённого поминания. Именно благодаря «Мемориалу» в 1990 году в Москве был открыт первый памятник репрессированным — Соловецкий камень. Также с момента своего образования эта организация начала собирать информацию о людях, ставших жертвами государственного террора. Этот материал гражданские активисты затем оформляли и издавали в виде «Книг памяти». Позднее на их основе была создана многомиллионная база данных жертв политических репрессий.

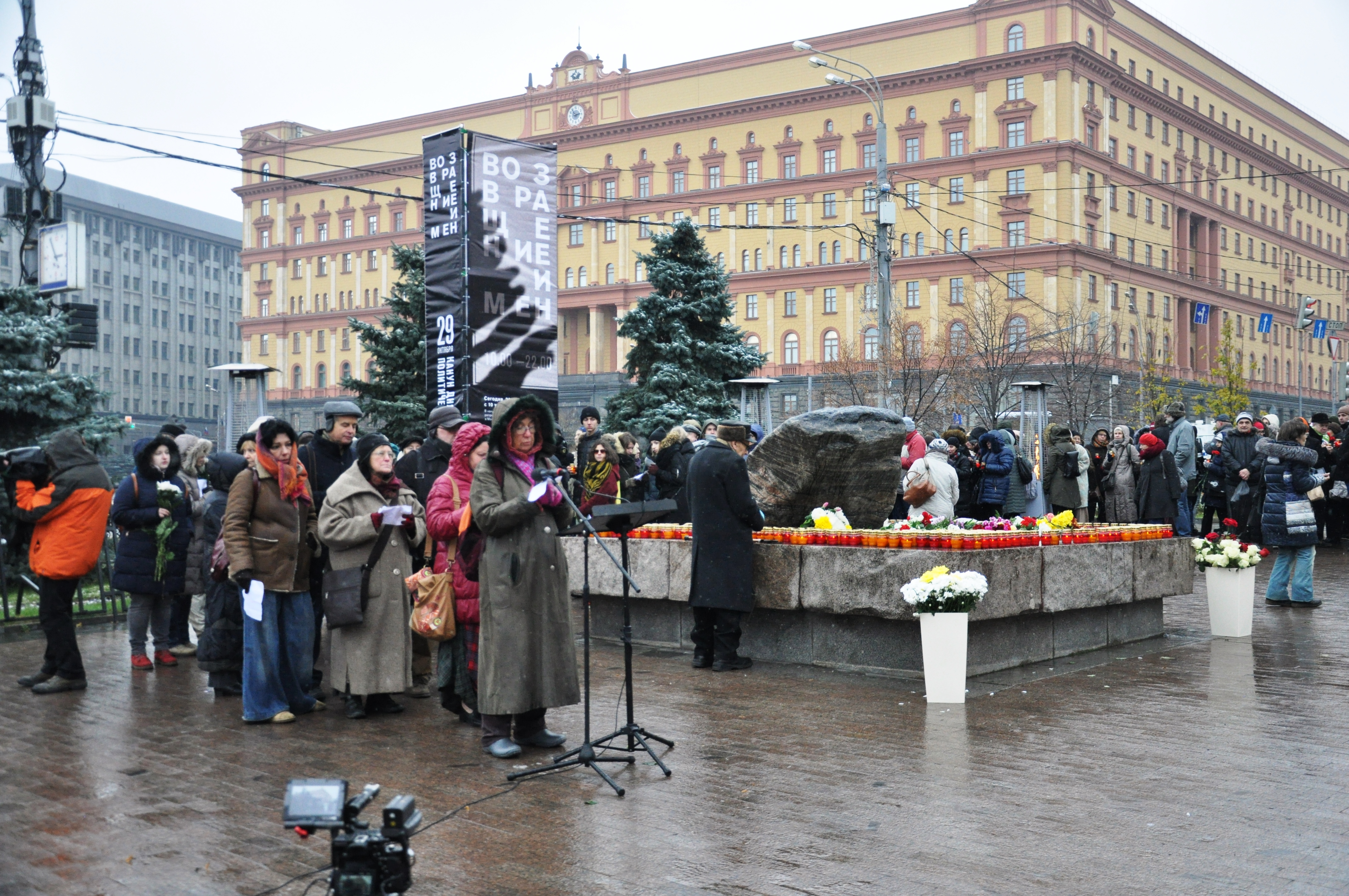
«Возвращение имён» у Соловецкого камня. Москва, 29 октября 2016 года

В 2007 году этот список лёг в основу ежегодной акции памяти «Возвращение имён». В её рамках накануне Дня политзаключённого в СССР граждане собираются в определённом знаковом месте и, сменяя друг друга, зачитывают имена и краткие биографические справки людей, ставших жертвами политических репрессий в годы советской власти. Идея этой акции родилась после посещения сотрудниками «Мемориала» мемориальной службы в Берлине, посвящённой людям, убитым при попытке перебраться через Берлинскую стену. С 2010 года по примеру правозащитников российские православные верующие проводят мероприятие «Молитва памяти», заключающееся в молитвенном чтении имён жертв советских репрессий. Ряд исследователей отмечают преемственность «Последнего адреса» от «Возвращения имён». Оба проекта являются результатом широкого общественного движения, в котором каждый отдельный человек по своей инициативе принимает участие и возвращает память о другом конкретном человеке, ставшем жертвой советских репрессий.
В 2008 году «Мемориал» начал проект «Топография террора», вдохновлённый одноимённым берлинским примером. В его рамках исследователи стали собирать и публиковать информацию о местах, связанных с историей политических репрессий в России: зданиях органов безопасности, тюрьмах, лагерях, колониях, спецпоселениях, адресах известных жертв террора, местах расстрелов, некрополях и памятниках. В 2011 году «Архнадзор» и «Мемориал» провели акцию памяти, в рамках которой вывесили в районе Лубянки и вокруг «Расстрельного дома» на домах жертв политических репрессий временные таблички с их именами. Исследователи указывают, что инициатива по нанесению информации о трагедии прошлого на карту современного города стала предтечей проекта «Последний адрес».

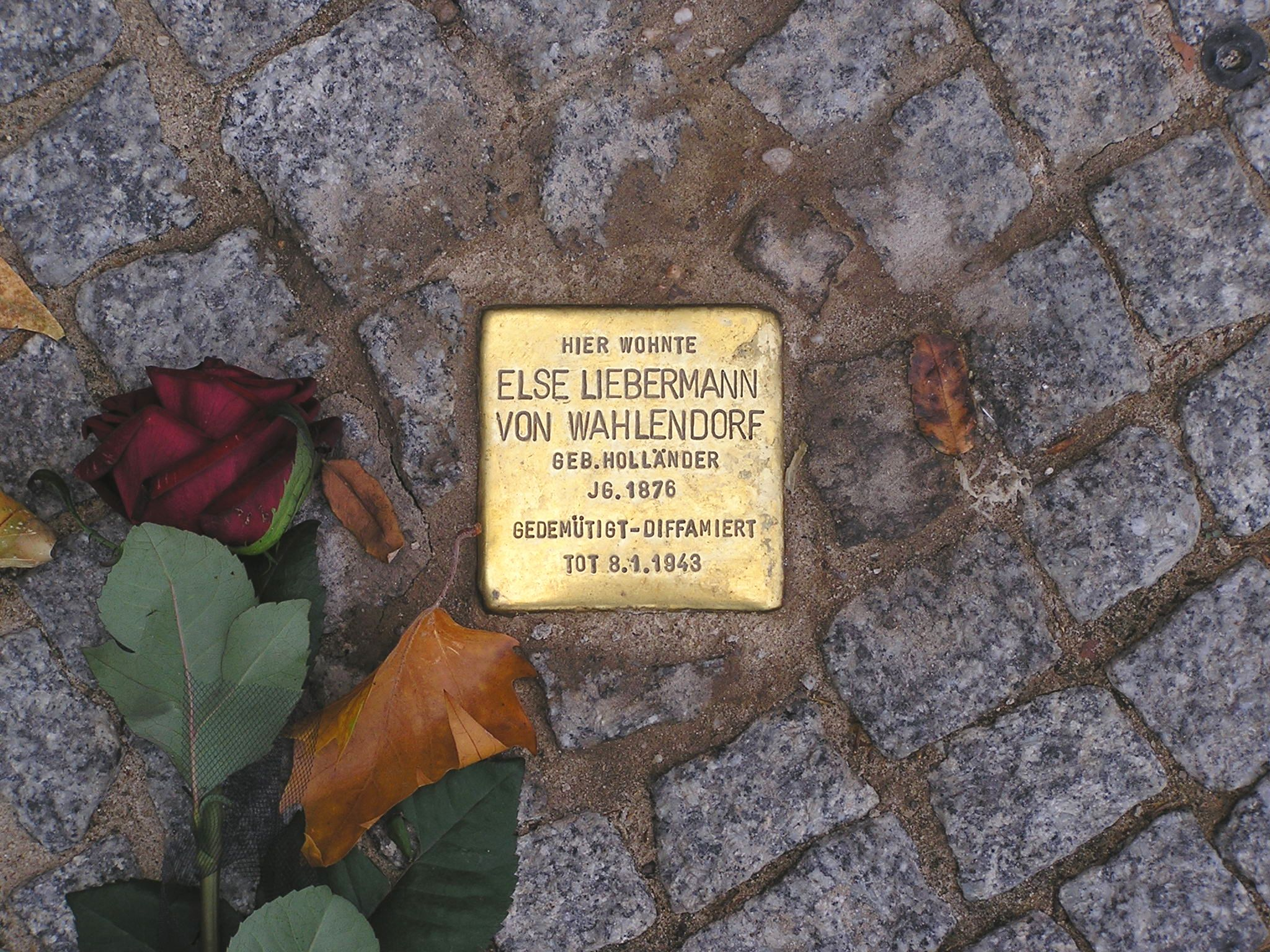
Камень преткновения Эльзы Либерманн фон Валендорф. Берлин, Будапешт-штрассе, 45

Летом 2013 года архитектор Евгений Асс высказал идею, что информация проекта «Топография террора» должна не только публиковаться на бумаге и в Интернете, но и переноситься непосредственно в городское пространство. Тогда возникло понимание необходимости создания памятных знаков. Чуть позже журналист и издатель Сергей Пархоменко предложил последовать примеру немецкого проекта художника Гюнтера Демнига «Камни преткновения», посвящённого памяти жертв нацизма (прежде всего Холокоста). В его рамках по всей Германии и в ряде других европейских стран перед домами пострадавших от нацистских репрессий людей в тротуар монтируются окованные латунью бетонные кубы с ребром 10 сантиметров, на которых выгравированы имя, год рождения, дата и место смерти человека. Начавшаяся в 1992 году как простая арт-акция, этот проект перерос в масштабную общественную инициативу. 100 000-й камень преткновения Гюнтер Демниг установил в Нюрнберге 26 мая 2023 года. Летом 2013 года первые «камни преткновения» были открыты в России — в Орле и Кромах. Исследователи отмечают, что обращение к немецкому опыту работы с травматическим прошлым — это частая во всём мире практика при осмыслении иных трагедий.
Со своей идеей Сергей Пархоменко обратился к историкам Никите Соколову, Ирине Карацубе, главе «Мемориала» Арсению Рогинскому и архитектору Евгению Ассу, которые активно поддержали её. 8 декабря в институте «Стрелка» состоялось первое собрание инициативной группы, на котором присутствовало несколько десятков человек: историков, журналистов, публицистов, правозащитников, критиков, дизайнеров, художников, скульпторов, архитекторов. Среди участников мероприятия был также глава Департамента культуры Москвы Сергей Капков. Во вступительной части Сергей Пархоменко сделал презентацию проекта, а Наталья Самовер рассказала об опыте «Мемориала», «Архнадзора» и Сахаровского центра по увековечению памяти о советских репрессиях. После этого участники разделились на две рабочие группы: одна состояла из историков и общественных деятелей, которые обсуждали содержательное наполнение будущего мемориала, вторая — из художников и дизайнеров, дискутирующих о его визуализации.
На первом обсуждении концепция проекта вызвала серьёзные споры. Одной из основных проблем было определение временных рамок государственного террора, многие высказывали несогласие с выделением только сталинского периода правления. В итоге было решено очертить их согласно закону «О реабилитации жертв политических репрессий» — с 25 октября 1917 года по 18 октября 1991 года. Второй проблемой стало увековечение памяти людей, которых репрессировали, а затем реабилитировали, однако которые до этого сами активно принимали участие в репрессиях. Для таких случаев было решено в каждой конкретной ситуации принимать отдельное решение, в том числе ставить вопрос об отмене реабилитации. Третьей проблемой стало определение круга поминаемых в проекте репрессированных. Было принято решение первоначально включать только людей, не переживших репрессии, — расстрелянных или погибших в лагерях. Отдельная тема обсуждений касалась нереабилитированных репрессированных, например, убитых заложников «Красного террора». Также были дискуссии об указании на табличке профессии жертвы, о возможном участии в финансировании проекта государства, об организации работы проекта (создание сайта, баз данных и т. д.).
Споры шли и вокруг визуализации проекта. В силу неблагоприятных погодных условий (снег и грязь значительное время в году), а также частого и неаккуратного перекладывания дорожного покрытия в России монтировка камней в тротуар не представлялась собравшимся рациональным вариантом (хотя Григорий Ревзин предлагал для этого вариант больших плит). В итоге было решено размещать таблички на стенах, несмотря на то, что это сопряжено с большим бюрократическим согласованием. Единым мнением был минималистичный дизайн табличек. Евгений Асс привлёк к участию в конкурсе проекта большое количество художников, в том числе Станислава Жицкого, Игоря Гуровича, Александра Бродского, Хаима Сокола, Аркадия Троянкера, Евгения Добровинского, Андрея Красулина, Кирилла Александрова, Бориса Трофимова. В итоге творческий коллектив единогласно одобрил проект Александра Бродского.

### Создание мемориала
|                                                                |                          |                          |
| Цветы у знака Юрию Юркуну. СПб, ул. Рылеева, 17/19. 17.12.2023 | Там же. 17 мая 2022 года | Там же. 22 мая 2021 года |

В феврале 2014 года для содействия работе по созданию мемориала гражданскими активистами был учреждён «Фонд увековечения памяти жертв политических репрессий „Последний адрес“». В апреле он прошёл государственную регистрацию. Учредителями фонда выступили московское общество «Мемориал», Евгений Асс, Сергей Пархоменко и Никита Соколов. В костяк московской инициативной группы также вошли историки Григорий Ревзин, Арсений Рогинский, Ирина Карацуба, журналистка Елена Висенс, художница Софья Гаврилова, Александра Поливанова, Дмитрий Кокорин и многие другие.
Первые памятные знаки «Последнего адреса» были установлены в декабре 2014 года в Москве. Их открытие было приурочено к Международному дню прав человека. Всего было установлено восемнадцать памятных знаков по девяти адресам. 7 декабря состоялся монтаж большей части табличек. Первым адресом стал Хоромный тупик, дом 2/6, где разместили три знака. Монтаж оставшихся табличек и официальная церемония открытия прошли 10 декабря по адресам 3-я Тверская-Ямская улица, дом 29/6 и Долгоруковская улица, дом 5. Последнее здание было прозвано «Домом вдов», поскольку многие его жители в сталинские годы были репрессированы и их жёны остались жить в нём одни. На церемонии открытия присутствовали представители общества «Мемориал» Арсений Рогинский, Елена Жемкова, историк Борис Беленкин, журналист Сергей Пархоменко, глава Совета по правам человека Михаил Федотов, московский уполномоченный по правам ребёнка Евгений Бунимович и многие другие.
21 марта 2015 года состоялась установка первых памятных знаков за пределами Москвы. В Санкт-Петербурге по адресам Пушкинская улица, дом 19, набережная реки Фонтанки, дом 129 и улица Декабристов, дом 9 были открыты девять табличек. 22 марта один памятный знак был размещён на «Довлатовском доме» (улица Рубинштейна, дом 23) и два — на «Фонтанном» (набережная реки Фонтанки, 34). На последнем при поддержке расположенного в нём Музея Анны Ахматовой установили табличку, посвящённую второму мужу поэтессы — Николаю Пунину. В петербургскую инициативную группу проекта «Последний адрес» вошли издатель Григорий Кунис, сотрудница местного «Мемориала» Евгения Кулакова, культуролог Николай Иванов, журналистка Наталья Шкурено́к.

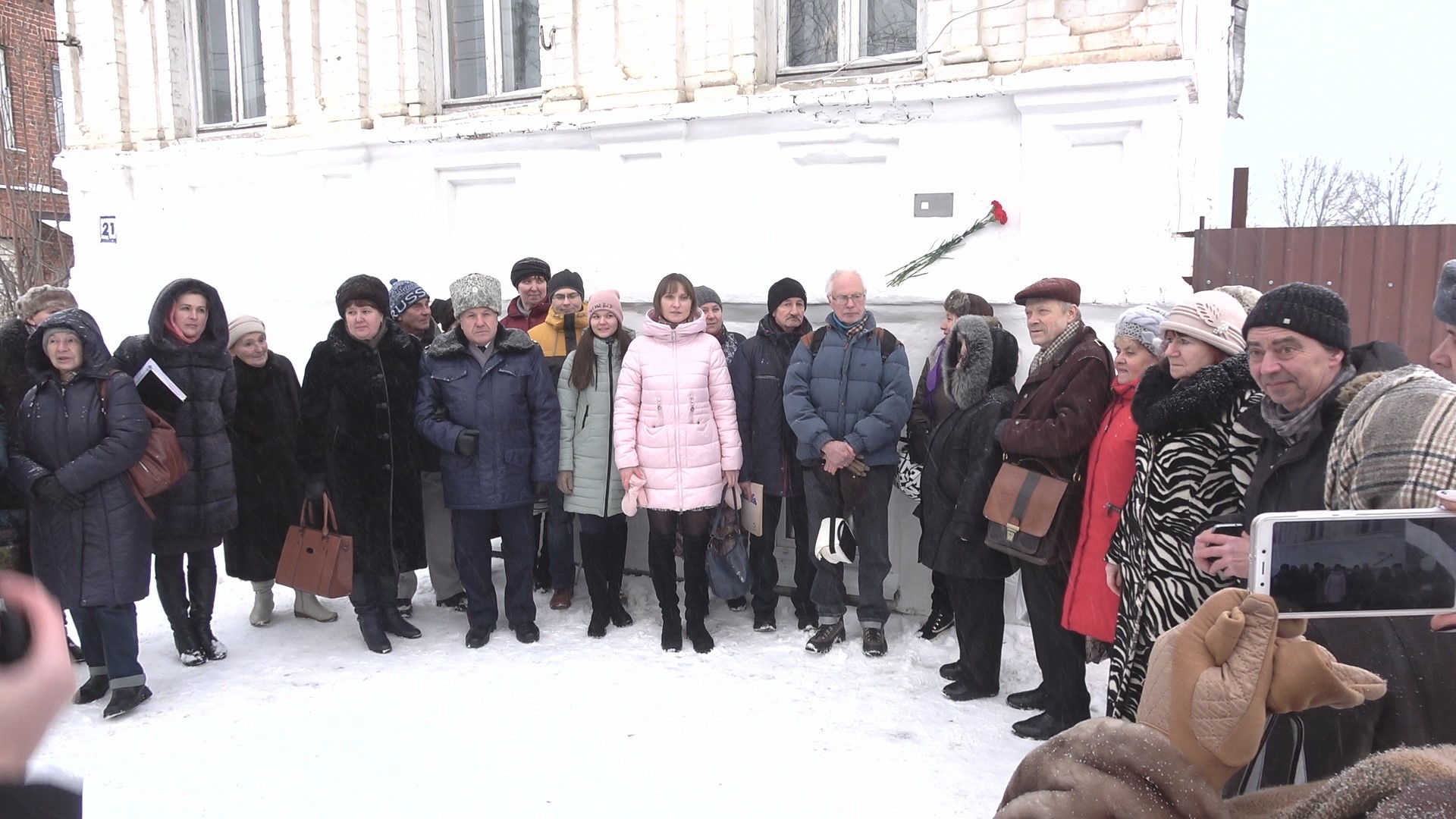
Церемония открытия 1000-й таблички
Гороховец, ул. Ленина, 21. 7 февраля 2020 года

Третьим городом проекта «Последний адрес» 31 мая 2015 года стал Таганрог. На церемонии открытия среди прочих присутствовали депутат областной думы Олег Кобяков, историк Александр Кожин и Сергей Пархоменко. Четвёртым городом проекта 10 августа 2015 года стала Пермь. В нём при поддержке Ельцин-центра и местного отделения «Мемориала» была установлена сотая табличка «Последнего адреса». Днём позже памятный знак был открыт в селе Купрос Юсьвинского района Коми-Пермяцкого округа. В 2015 году таблички были установлены в Твери, Малоярославце, Буе, селе Поздняково Нижегородской области, Пушкино и Первомайске. В дальнейшем проект прогрессивно развивался. 7 февраля 2020 года город Гороховец стал 55-м населённым пунктом, в котором был установлен памятный знак «Последнего адреса», а сама табличка стала тысячной в рамках мемориала.
В 2014 году Совет по правам человека России (СПЧ) разработал «Концепцию государственной политики по увековечению памяти жертв политических репрессий».15 августа 2015 года Правительство России её утвердило. 27 апреля 2016 года учреждённая президентом межведомственная рабочая группа во главе с председателем СПЧ Михаилом Федотовым признала проект «Последнего адреса» соответствующим Концепции и поддержала его.
В 2017 году, после присоединения к проекту Украины и Чехии, мемориал стал международным. В обоих случаях проект координируют независимые национальные группы «Остання адреса — Україна» (укр.) и «Poslední adresa» (чешск.). Одним из украинских инициаторов стала Харьковская правозащитная группа. Первые три таблички были размещены в Киеве 5 мая. В Праге четыре памятных знака были установлены 27 июня в День памяти жертв коммунистического режима. В 2018 году к проекту присоединились Молдова и Грузия. Соответствующие инициативы координируют национальные группы «Ultima Adresă » (молд.) и «უკანასკნელი მისამართი» (груз., транслит. «Уканаскнели мисамарти»). В Кишинёве два памятных знака были установлены 2 августа. 5 октября первая табличка была открыта в Тбилиси. 30 августа 2019 года появился первый памятный знак в Германии, в тюрингском городе Треффурт. Координатором проекта выступило немецкое общество «Мемориал». 25 сентября 2022 года памятный знак был установлен в парижском пригороде Булонь-Бийанкур, оператором французской части проекта стала ассоциация «Dernière adresse connu».
В ноябре 2018 года в Москве в Музее архитектуры имени А. В. Щусева прошла юбилейная выставка «Последний адрес/5 лет».
В декабре 2018 года в Большом театре состоялась премьера оперы Александра Чайковского «Один день Ивана Денисовича», приуроченная к столетию писателя Александра Солженицына. Табличка «Последнего адреса» была изображена на афише мероприятия, а сын писателя принял участие в установке памятных знаков проекта на здании театра.
В июле 2019 года Фонд «Последний адрес» стал членом «Международной коалиции мест памяти» (англ. International Coalition of Sites of Conscience).

## Премии и награды
- 28 сентября 2015 года проект «Последний адрес» получил премию конкурса «Сделано в России» журнала «Сноб» в номинации «Социальные проекты». Премию Арсению Рогинскому вручала главный редактор журнала «Новое литературное обозрение» Ирина Прохорова[118][119].
- 2 декабря 2015 года Сергей Пархоменко получил премию издания «The Moscow Times» в номинации «Персональная социальная ответственность» за работу над проектом «Последний адрес»[120].
- 20 декабря 2015 года проект «Последний адрес» был назван событием года по версии общественно-политического журнала «The New Times»[37].
- 8 декабря 2016 года Сергей Пархоменко с проектом «Последний адрес» стал победителем премии медиахолдинга «РБК-Петербург» в номинации «Лауреат Премии РБК Петербург 2016. Выбор аудитории»[121].
- 20 декабря 2016 года проект «Последний адрес» стал лауреатом премии «Гражданская инициатива» (в номинации «Память»), учреждённой Комитетом гражданских инициатив Алексея Кудрина[122].
- 15 июня 2018 года «Последний адрес» получил немецкую премию имени Карла-Вильгельма Фрике, учреждённую Фондом по изучению диктатуры СЕПГ[комм. 9][123][124].

## Споры и инциденты
Исследователи отмечают, что неполитический характер и безусловный этический посыл проекта «Последний адрес» способствуют его популярности. Он пользуется поддержкой самых разных людей, например Владимира Познера или Виталия Милонова. Согласно данным опроса, проведённого в 2021 году, 70 % москвичей положительно относятся к проекту «Последний адрес», а отрицательно — только 16 %. По свидетельству членов инициативной группы, случаи отказов жителей домов от установки памятных знаков редки. Среди причин такой позиции исследователи отмечают легкомысленное отношение людей к теме репрессий, их нежелание думать о неприятном, недоверие к гражданской инициативе, страх «как бы чего не вышло». Так, например, выступающие против установки знаков жители часто высказывают претензию, что таблички слишком «мрачные» и «превращают дом в кладбище». Культуролог Светлана Еремеева отмечает, что такое восприятие отражает страх смерти. Данному отношению способствует и то обстоятельство, что память о репрессированных, в отличие от, например, памяти о погибших во время Великой Отечественной войны, не была проработана, осмыслена, пережита российскими гражданами.
Споры вызывают и ряд личностей, имена которых могут быть запечатлены на табличках. Дело в том, что некоторые репрессированные ранее сами участвовали в той или иной степени в организации и осуществлении репрессий. Авторы проекта «Последний адрес» по этому вопросу так и не пришли к единому мнению. В каждом случае решение принимается индивидуально, исходя из конкретной истории человека. Если кто-то из жертв репрессий действительно был «палачом», то знак ему не ставится. При этом, если он реабилитирован, то активисты могут подать запрос об отмене реабилитации. Однако на практике, по заверению активистов, таких заявок среди тысяч запросов очень мало и после разъяснительной беседы заявитель от идеи установки таблички отказывался. При этом в 2016 году журналист Олег Кашин подверг критике установку таблички Иерониму Уборевичу, обвиняемому в массовых убийствах при подавлении Тамбовского восстания 1920—1921-х годов. В 2020 году правозащитник Александр Подрабинек выступил против памятного знака литератору и чекисту Якову Бельскому. Философ Денис Карагодин, известный по своему проекту памяти, наоборот, высказывался против отсеивания из проекта палачей, поскольку, по его мнению, «смерть равняет всех». Отдельно спор идёт о людях, которые осознанно боролись против советской власти и которые стали жертвами внесудебных казней. Например, Фанни Каплан, которая покушалась на жизнь Владимира Ленина, не была реабилитирована, и вопрос о возможности её включения в проект вызвал широкую дискуссию.
В результате отсутствия полноценного осмысления темы политических репрессий в российском обществе растёт популярность сталинизма и оправдания государственного террора. Сторонники этих идей выступают против проекта «Последний адрес». При этом нередко такие люди прямо не высказывают свою позицию, маскируя её другими аргументами. В 2018 году большой скандал вызвала кампания, развёрнутая против табличек «Последнего адреса» и Соловецкого камня в Санкт-Петербурге националистом Александром Мохнаткиным. Против проекта высказывались такие движения, как «НОД», «Суть времени» Сергея Кургиняна, «Гвардия» Захара Прилепина.
Таблички «Последнего адреса» неоднократно подвергались вандализму, хотя до 2023 года случаи эти были редки. Впервые памятный знак был украден в Таганроге вскоре после его установки. Таблички пропадали и в других регионах: селе Сростки Алтайского края, Архангельске, Перми, Одессе, Санкт-Петербурге. В Барнауле в 2016 году неизвестные демонтировали памятный знак, а потом вернули на место. В Екатеринбурге таблички повреждались и похищались неоднократно. В 2020 году в этом городе среди прочих была украдена табличка, посвящённая учёному-физику Семёну Шубину. В ответ на это более 80 членов Российской академии наук написали открытое письмо, в котором потребовали от властей города осудить вандализм, а также найти и наказать виновных.
При этом никакой специальной защиты от вандализма, кроме дешевизны изготовления и прочного материала табличек, авторами проекта не предусмотрено. Они аргументируют это тем, что разрушить можно любой мемориал, кроме того, который завязан на живую память и участие людей. Украденные таблички восстанавливаются активистами.

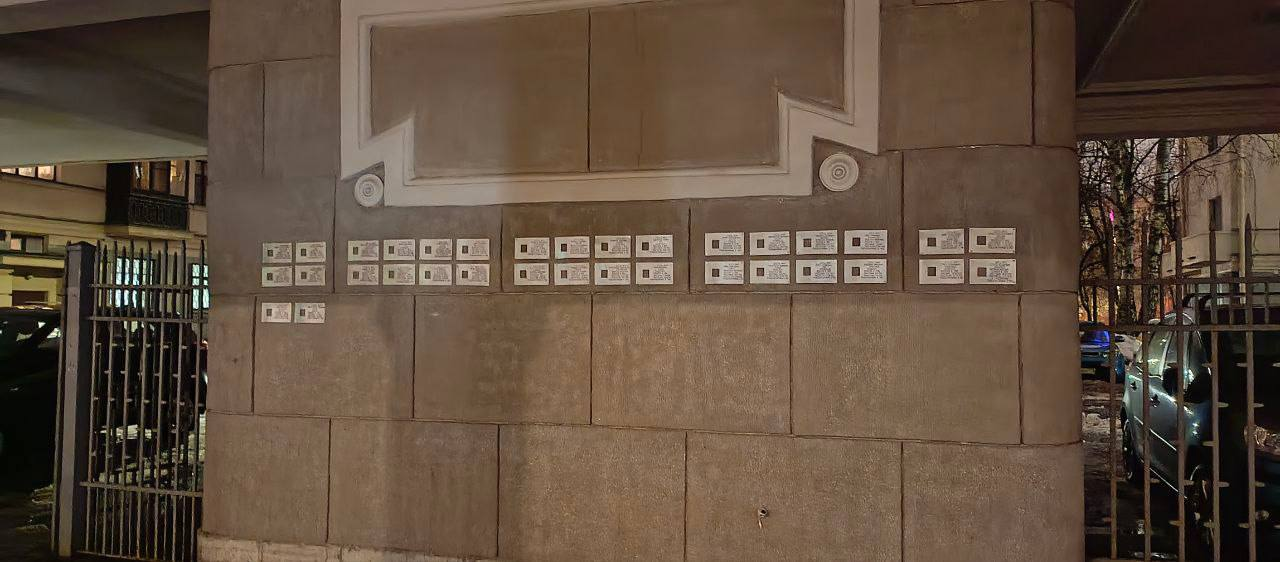
Самодельные картонные знаки на месте пропавших табличек на «Доме специалистов». СПб, июнь 2024 года

В отношениях инициативы «Последнего адреса» с властями нет системности, несмотря на неполитический характер проекта. С одной стороны, федеральные власти нейтрально или положительно относятся к проекту. Это иллюстрирует, в частности, включение проекта в государственную Концепцию увековечивания памяти жертв репрессий. Кроме того, памятные знаки «Последнего адреса» установлены на зданиях министерств спорта и обороны в Москве. С другой стороны, в 2010-х годах исследователи отмечают обособление государственной политики памяти о репрессиях от общественных проектов, а также в целом усиление напряжения в отношениях властей и общественных организаций. Местные власти в большинстве городов занимают относительно проекта «Последнего адреса» нейтральную позицию, хотя ситуация сильно разнится в зависимости от региона: где-то он получает поддержку, а где-то и сопротивление. В последнем случае это может настраивать против и местных жителей, и бизнес.
Московские власти (в лице вице-мэра Леонида Печатникова и главы Департамента культуры Сергея Капкова) сначала активно поддержали проект, но потом дистанцировались от него, сосредоточившись на создании Музея истории ГУЛАГа и мемориала «Стена скорби». В 2017 году при установке знаков на Тверской улице церемонию прервал отряд ОМОНа, ошибочно приняв её за несогласованную акцию. Таблички были сняты, однако после разъяснения активистов полиция принесла извинения и знаки вернули на место. Чиновники комитета по градостроительству Санкт-Петербурга в 2018 году признали проект «нецелесообразным». В дальнейшем было проведено совещание во главе с вице-губернатором Игорем Албиным. В итоге никакого решения не было принято, власти заняли позицию «молчаливого нейтралитета», и проект продолжил установку табличек в городе. Конфликтные ситуации складывались с чиновниками Таганрога и Барнаула. В Архангельске в 2017 году активист «Последнего адреса» получил административный штраф за установку знака. При этом, когда на следующий год табличку сорвали неизвестные, полиция возбудила уголовное дело о краже. В Екатеринбурге первая табличка была открыта в присутствии мэра Евгения Ройзмана, однако позднее городская администрация отказалась от поддержки. В Твери в 2017 году табличку власти демонтировали, но обещали вернуть после согласования. Весной 2019 года фонд «Последний адрес» подвергся государственной проверке, целью которой, по мнению учредителей, было присвоение ему статуса «иностранного агента», что значительно бы осложнило работу проекта. Однако в итоге дело закончилось ничем.

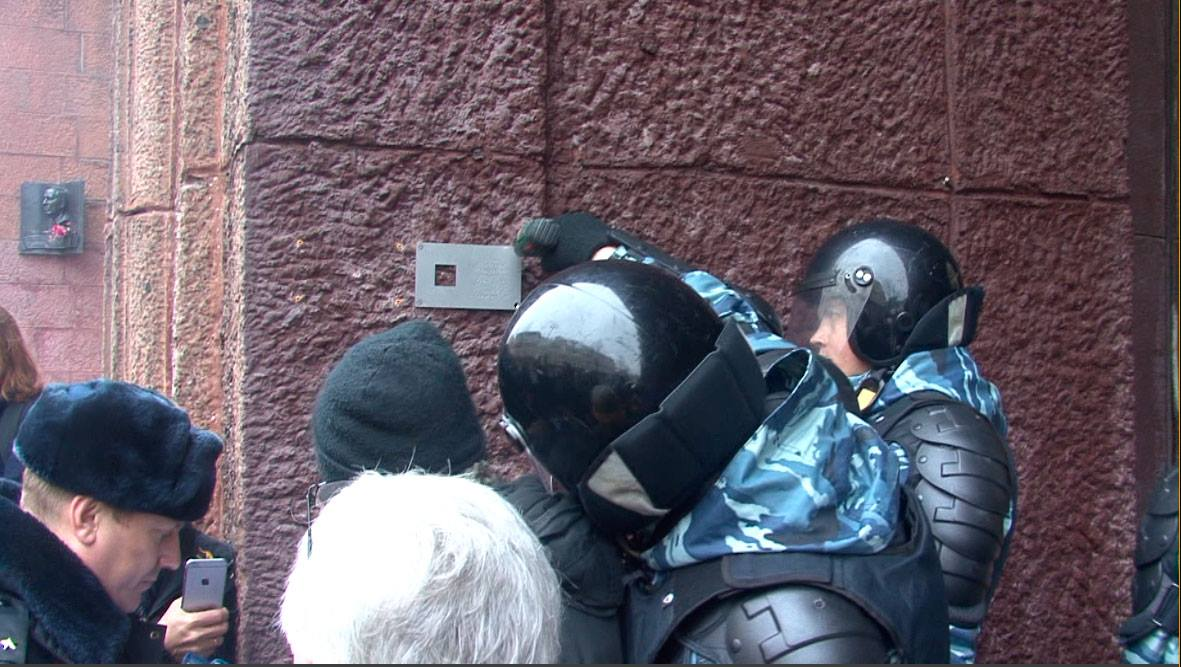
ОМОН по ошибке снимает знаки. Москва, Тверская улица, 6. 2 апреля 2017 года

Юридический статус табличек «Последнего адреса» также является предметом споров. Авторы проекта трактуют таблички не как «мемориальные доски», которые ставятся выдающимся людям, являются культурным объектом сами по себе и требуют большой процедуры согласования, а как «информационные знаки» (по типу «Машины не ставить» или «Возможно падение снега с крыши»), разрешение на установку которых, согласно Жилищному кодексу, дают собственники здания. При этом в силу разных форм собственности и организации собственников процедура согласования часто разнится. С такой трактовкой не соглашаются ряд чиновников, которые считают, что установка знаков должна согласовываться и с ними. Однако чёткого понимания этой процедуры нет и у них самих. Историк Иван Курилла отмечает, что фактически таблички «Последнего адреса» совмещают в себе функции сохранения памяти о человеке (как информационные знаки) и увековечения памяти о репрессиях (как мемориалы).
В 2020 году большой общественный резонанс вызвал демонтаж табличек «Последнего адреса» со стены «Довлатовского дома» в Санкт-Петербурге, в котором находятся офис «Мемориала» и Музей ГУЛАГа. Таблички сняли работники ЖСК в ответ на требования трёх жильцов дома. При этом устанавливавшие их активисты утверждали, что требуемые по закону разрешения от большинства жильцов дома у них есть.
В этом же году произошёл скандал в связи с выступлением руководителей Российского союза промышленников и предпринимателей (Александра Шохина и Дмитрия Кузьмина) против проекта «Последнего адреса». Однако после возникшей широкой дискуссии и ответов со стороны коллектива «Последнего адреса» Александр Шохин выпустил видео с примирительным заявлением, а РСПП разместил информацию о репрессированных внутри здания.

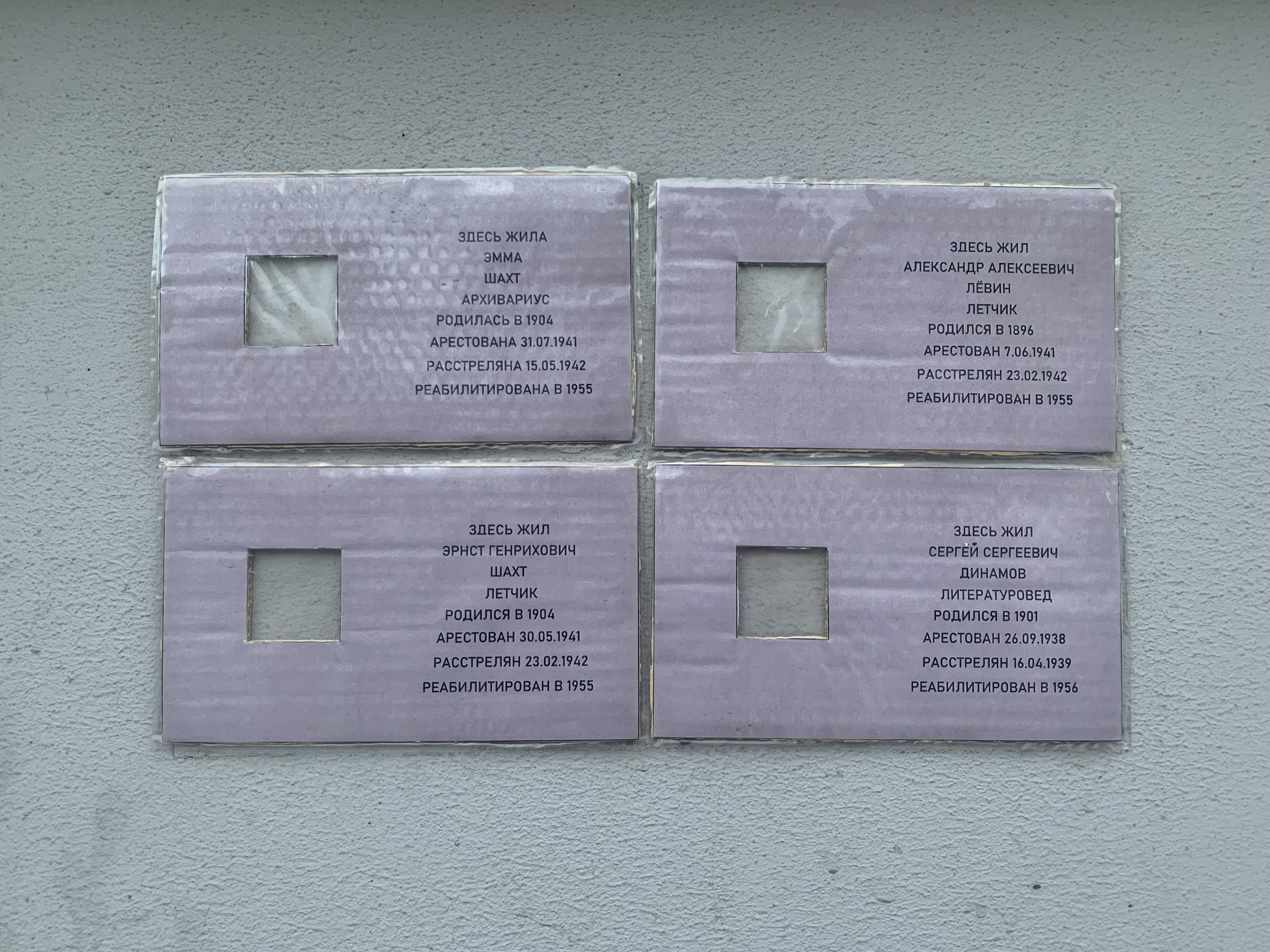
Картонные таблички «Последнего адреса» на Пушкинской площади в Москве. 25 апреля 2025 года

В 2022 году после начала полномасштабной войны с Украиной в России развернулась неофициальная кампания по уничтожению памятников репрессированным. Она затронула и проект «Последний адрес» — редкие до того случаи пропажи табличек стали массовыми, их счёт пошёл на десятки. Активисты проекта возвращают памятные знаки по мере сил. При этом время от времени на месте исчезнувших металлических табличек неравнодушные люди стали помещать картонные — написанные от руки. Координаторы проекта поддержали эту инициативу и выпустили инструкцию по созданию копий.
Летом 2024 года из-за исчезновения ранее установленных табличек на здании ГМИИ имени А. С. Пушкина возник конфликт между сторонниками проекта и директором музея Елизаветой Лихачёвой. А в декабре глава СПЧ Валерий Фадеев заявил, что положительно относится к исчезновению памятных знаков, поскольку по его мнению «Последний адрес» «на стороне неправды, а в лучшем случае полуправды», обвинив его концепцию в излишнем «навязывании» памяти о советских репрессиях. Также он призвал перенести Соловецкий камень к Стене скорби. В ответ Сергей Пархоменко обвинил Фадеева в попытке скрыть память о репрессированных, чтобы выслужиться перед начальством. Журналист расценил высказывание чиновника как прямое озвучивание стыда власти за своё прошлое.